# Alan Cariús
Alan Lima Cariús (* 4. April 1997 in Paty do Alferes, RJ) ist ein brasilianischer Fußballspieler.

## Karriere
Cariús begann seine Karriere beim Volta Redonda FC. 2015 wurde er an die U-20-Mannschaft von Flamengo Rio de Janeiro verliehen. Im November 2016 kehrte er zu Volta Redonda zurück. Im Mai 2017 stand er erstmals im Kader in der Série C, kam allerdings zu keinem Einsatz.
Im Sommer 2017 wechselte er leihweise zum österreichischen Bundesligisten LASK. Zunächst spielte er allerdings für die LASK Juniors OÖ in der Regionalliga, in der er im Juli 2017 gegen die Union St. Florian erstmals zum Einsatz kam und einen Treffer erzielte.
Im August 2017 debütierte er schließlich für in der Bundesliga, als er am fünften Spieltag der Saison 2017/18 gegen den SCR Altach in der 89. Minute für Rajko Rep eingewechselt wurde.
Zur Saison 2018/19 wurde er an den Zweitligisten FC Blau-Weiß Linz weiterverliehen. Im Juli 2019 wechselte er leihweise zum brasilianischen Zweitligisten Vila Nova FC. Für Vila Nova kam er zu zwei Einsätzen in der Série B. Im August 2019 kehrte er zu Volta Redonda zurück, wo sein Vertrag im Oktober 2019 aufgelöst wurde.
Im Januar 2020 kehrte er nach Österreich zurück und wechselte zum Bundesligisten SKN St. Pölten, bei dem er einen bis Juni 2021 laufenden Vertrag erhielt. Für den SKN kam er zu 13 Einsätzen in der Bundesliga und erzielte zwei Tore. Im September 2020 wechselte er in die Türkei zu Kasımpaşa Istanbul, wo er einen bis Juni 2022 laufenden Vertrag erhielt. Ende Juli 2021 wurde sein Vertrag aufgelöst und er wechselte nach Saudi-Arabien zum Al-Adalah FC. Hier stand er bis Anfang August 2021 unter Vertrag. Am 4. August 2022 verpflichtete ihn der japanische Erstligist Kyōto Sanga